# Grammochesias rotroui
Grammochesias rotroui är en fjärilsart som beskrevs av Louis Beethoven Prout 1937. Grammochesias rotroui ingår i släktet Grammochesias och familjen mätare. Inga underarter finns listade i Catalogue of Life.